# Parafia św. Stanisława Kostki w Rockford
Parafia św. Stanisława Kostki w Rockford (ang. St. Stanislaus Kostka Parish) – parafia rzymskokatolicka położona w Rockford w stanie Illinois w Stanach Zjednoczonych.
Jest ona wieloetniczną parafią w hrabstwie Winnebago, z mszą św. w j. polskim dla polskich imigrantów, prowadzoną przez franciszkanów.
Parafia została poświęcona św. Stanisławowi Kostce.

## Nabożeństwa w j. polskim
- Niedziela – 11:00

## Szkoły
- Nicholas Copernicus, Polish Language School